# Махмудракі
Махмудракі (дарі محمود راقی Mahmud-e Rāqi) — місто на північному сході Афганістану, адміністративний центр вілайяту Капіса і однойменного району.

## Історія
Місто було звільнено від талібів на початку 2000-х років, однак в провінції триває партизанська війна. Одночасно в місті були розгорнуті роботи в рамках плану відновлення країни. Так, на кошти, виділені урядом США, в 2009 році було розпочато будівництво дороги з асфальтовим покриттям з Махмудракі в Ніджаб.

## Економіка
У місті та районі є кілька ремісничих підприємств, що виробляють кондитерські вироби і каракуль. На рівні провінції, Махмудракі є центром з виробництва бавовни, кунжуту та тютюну.